# 亨利·科尼利厄斯·伯内特
亨利·科尼利厄斯·伯内特（英語：Henry Cornelius Burnett，1825年10月5日—1866年9月28日），19世纪美国肯塔基州政治家，曾是该州的联邦众议员，并在南北战争时期担任邦联参议员。伯内特本是执业律师，入选国会前只从事过巡回法院书记员这一份公职。内战爆发前夕，他是肯塔基州第一国会选区的联邦众议员。肯塔基州所有通过杰克逊购地所获土地均在该选区内，因此比州内其他任何地区都更倾向于支持南方邦联。伯内特向选民承诺，他会以叛国罪名提审总统亚伯拉罕·林肯。据支持北军的报社主编乔治·普伦蒂斯记载，伯内特“身形高大、魁梧，嗓门儿也大，在众议院中总是通过提出秩序问题和反对来让共和党人难堪。”:268
除在国会为南方代言外，伯内特还在肯塔基州积极活动，争取该州对邦联的支持。1861年，他在拉塞尔维尔主持主权会议，最终组建了肯塔基州邦联政府。与会代表选出伯内特前往弗吉尼亚州里士满，确保南方邦联接纳肯塔基州加入。伯内特还在霍普金斯组建出一个效忠南方的团，并短暂在美利坚联盟国陆军服役。希克曼县克林顿以西约3公里处的邦联募兵站伯内特营就是以他命名。
在其他许多国会议员眼中，伯内特的行径无异于叛国，他于1861年被驱逐出众议院。是美国历史上仅有的6位遭驱逐的联邦众议员之一。此后伯内特进入邦联临时国会任职，担任邦联参议员。战争结束后，他遭叛国罪起诉，但案件始终没有开审。伯内特继续从事法律工作，于1866年死于霍乱，年仅40岁。

## 早年生活和从政生涯
亨利·科尼利厄斯·伯内特于1825年10月5日生于弗吉尼亚州爱塞克斯县，父亲叫艾萨克·伯内特（Isaac Burnett），母亲叫玛莎·伯内特（Martha F. Burnett），盖瑞特（Garrett）是母亲的娘家姓。一家人在亨利幼时迁居肯塔基州加的斯。亨利在当地普通学校上学，之后又进入霍普金斯的一所学院。此后，他攻读法律，于1847年取得律师从业资格，然后开始在加的斯从事法律工作。他还是加的斯基督教会成员:100。
1847年4月13日，伯内特与出身加的斯显赫商人家族的玛丽··特里（Mary A. Terry）成婚。两人共有4个孩子，分别叫约翰（John）、艾米莱恩（Emeline）、亨利（Henry）和特里（Terry），但特里出生后没多久便夭折了。小亨利·伯内特长大后成为帕迪尤卡和路易维尔的成功律师。
1850年，肯塔基州举行州宪法通过后的首轮选举，伯内特当选特里格县巡回法院书记员:47，然后又于1853年辞职竞选联邦众议员:47，并在这年下半年的选举中以民主党人身份入选第34届联邦国会，继任前众议院议长林恩·博伊德的议席。接下来他3度取得连任，并于第35届联邦国会期间担任斯内林堡出售事务咨询委员会主席，还在华盛顿哥伦比亚特区委员会任职。

## 内战初期
伯内特在1860年总统大选中支持肯塔基同乡约翰·C·布雷肯里奇，但最终胜出的是亚伯拉罕·林肯。林肯在竞选中反对奴隶制扩张，有7个南方州在他获胜后宣布脱离联邦。但是，大部分美国人即便是在这个时候仍然相信美國依然會維持大一統，只是伯内特显然不这么看。1861年1月7日，他在帕尤迪卡的《三周刊先驱报》（Tri-Weekly Herald）发文宣称：“现有问题没有丝毫和解或调整的希望”。:266虽然抱持悲观态度，但伯内特还是支持命运多舛的1861年和平会议:266-267。
随着密西西比州、佛罗里达州、阿拉巴马州、喬治亞州、路易斯安那州和德克萨斯州相继脱离联邦，国会开始强化陆军、海军并为国库筹集资金，准备全面开战。对此伯内特提出宪法修正案要求这些新拨款不得用来向南方任何一州开战，但此提案未获通过。:267-268

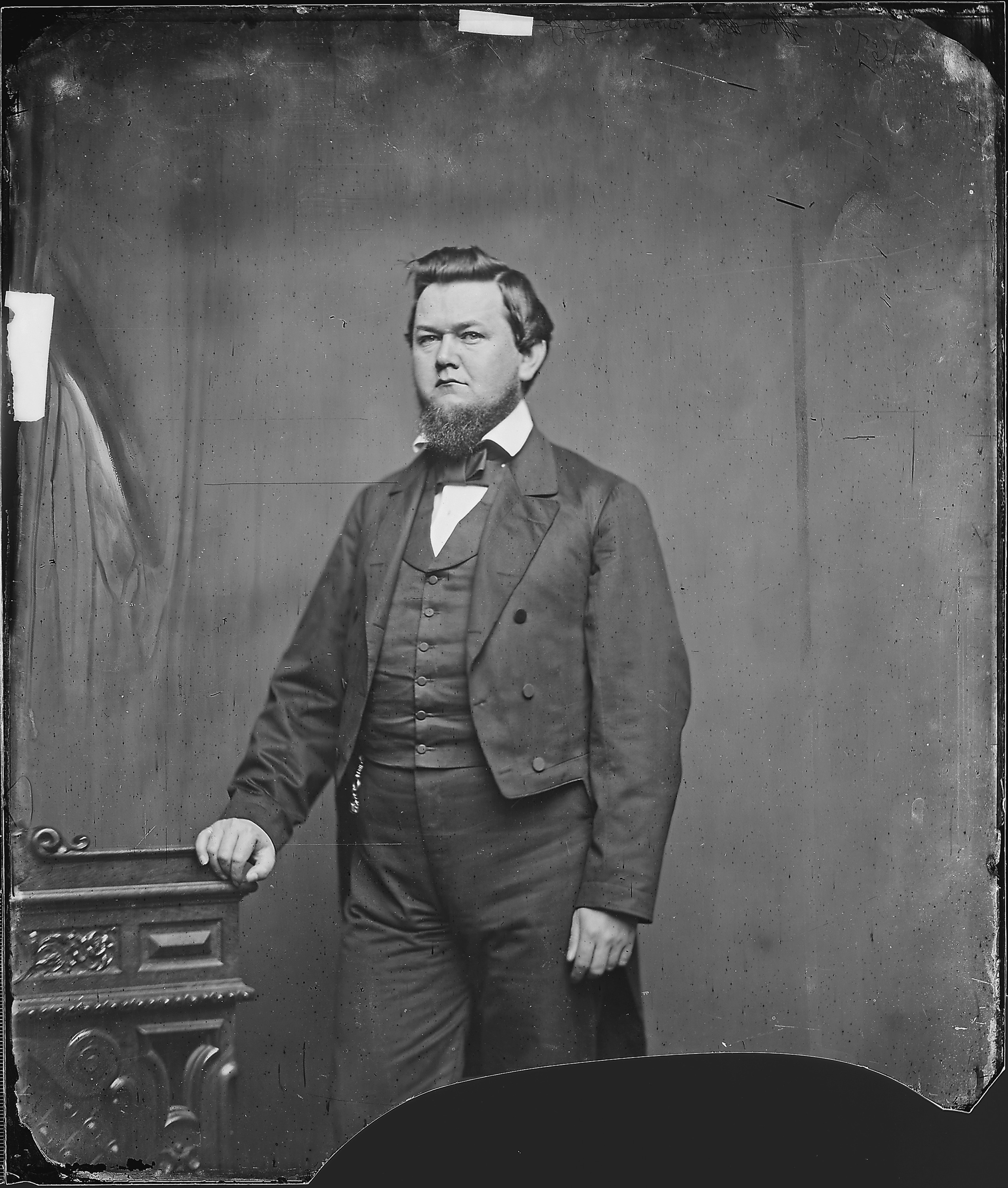
亨利·科尼利厄斯·伯内特

为了避免战争，肯塔基州议会呼吁这年5月27日在法兰克福召开边界州会议。5月4日，肯塔基州举行特别选举选派会议代表。但由于南方邦联军队于4月12日炮轰萨姆特堡引发战争，因此支持南方的代表退出选举。伯内特在《三周刊先驱报》上表达了这部分代表中大部分人的看法，边界州会议根本不会召开。事实证明他的断言是错误的，会议如期召开，但没有取得任何实质性成果。:269

## 1861年国会特别选举
肯塔基州响应林肯总统号召，于1861年6月举行国会特别选举。第一国会选区的邦联分子计划于1861年5月29日在位于梅菲尔德的格雷夫斯县法院召开会议。表面上看，这次会议只是为了提名伯内特重返联邦众议院，但也有部分北军支持者持不同看法。亲联邦的《路易斯维尔日报》（Louisville Journal）主编乔治·普伦蒂斯（George D. Prentice）于1861年5月21日写道，梅菲尔德这场会议的“目标虽未正式说明，但相信是第一选区打算在肯塔基州留在联邦的情况下从州内分裂出去，加入田纳西州”。:344-345, 348

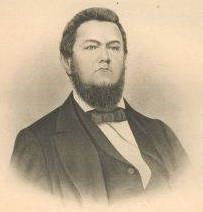

梅菲尔德这场会议的大部分纪录都已遗失，可能是毁于1864年法院的一场火灾。支持联邦的詹姆斯·比德勒斯（James Beadles）在会场旁听并做了记录，这也是会议现存的主要记录。经过多人发表演说后，由帕迪尤卡巡回法院詹姆斯·坎贝尔（James Campbell）代表的多数派提交报告，其中包含7项决议。决议中宣布支持南方，同时又承诺服从肯塔基州的现行中立政府。报告谴责林肯总统发动非正义的战争，并赞扬州长比利亚·麦高芬（Beriah Magoffin）拒绝林肯派兵参战的要求。报告中还谴责联邦政府用所谓的“林肯枪支”把联邦支持者武装起来。巴拉德县居民和之后会当选联邦众议员的奥斯卡·特纳（Oscar Turner）递交了少数派委员会报告，其中称肯塔基州的中立政府“徒劳无益”，是“懦弱”的表现，承诺会勇于抗击北方的任何侵略，还提议在遭遇此类侵略时号召田纳西州和联盟国伸出援手。报告中进一步警告，如果肯塔基州拒不采取同一立场，那么这些原本通过杰克逊购地获得的地区都会与之划清界线，同田纳西州结盟。:347-352
伯内特和莱昂县的威利斯·本森·梅琴（Willis Benson Machen），以及犹尼昂县的本杰明·塞西尔（Benjamin P. Cissell）起初都支持坎贝尔的多数派报告。经过一段时间的辩论，伯内特提出4项决议来取代原本的两份报告。决议中仍然谴责林肯总统向南方发动战争、联邦政府提供“林肯枪支”，并称赞州长麦高芬拒不屈从于林肯的淫威，鼓励他要敢于驱逐北军的任何侵犯。最终，会议的多数派和少数派都以绝对多数通过伯内特的提议。:352-353
最后，大会终于开始着手提名伯内特。包括特纳、梅琴和塞西尔在内的另外4人也成为竞赛人选。伯内特在首轮投票时就取得155票中的124票，并在第二轮投票中一致通过获得提名。他在接受提名的演讲中表示，自己还没有决定是否会在当选后宣誓就职。这一说法是呼应之前特纳的话：“任何支持南方事业的人如果前去国会宣誓就职，那么这都等于是在做伪证。”:353伯内特承诺，只要他能当选，就一定会尽己所能，以叛国罪提审林肯总统:353。
伯内特在特别选举中击败来自帕尤迪卡的劳伦斯·特林伯（Lawrence Trimble），是全州所有当选议员中唯一支持州权至上的一位。他轻而易举地赢得了杰克逊购地区域，这里当时是肯塔基州内最支持南方的地区。但除去这些区域，他只赢得了自己老家所在的特里格县，并且优势也仅有20票。:270
伯内特如期参加第37届联邦国会，现有的多处来源中都没有提及他是否有把不宣誓就职的威胁付诸实践。第一次马纳沙斯之役过后没几天，同样来自肯塔基州的约翰·J·克里滕登提出决议，指责脱离联邦的南方州一手造成内战，战争的目的是保护宪法和联邦，而非征服这些州，只要达到这些目标，战争就应该休止。伯内特要求将决议中的论点分别作为动议提出，这一提议得到通过，但包括他在内也只有两位联邦众议员投票反对指责南方州挑起战争。

## 服役南军并遭国会驱逐
国会于1861年8月6日休会，伯内特于是返回位于加的斯的家中，并向许多支持南方的盟友发表演说。1861年9月4日，南军莱昂尼达斯·波克（Leonidas Polk）将军命令吉迪恩·约翰逊·派罗（Gideon Johnson Pillow）准将占领哥伦布，此举侵犯了肯塔基州的中立，尤利西斯·辛普森·格兰特于是在1861年9月6日领军占领帕迪尤卡还以颜色。由于肯塔基州已经不可能再保持中立，伯内特召集邦联支持者于1861年10月29至31日在拉塞尔维尔开会并亲自主持；会上，自行任命的代表们决定于1861年11月18日召开主权会议，建立肯塔基州邦联政府:271-282。
伯内特在这两次会议之间的日子里前往霍普金斯，与威廉·坎贝尔·普雷斯顿·布雷肯里奇（William Campbell Preston Breckinridge）上校组建出一个效忠南方的团，号称肯塔基第8步兵团:272。1861年11月11日，伯内特在奥尔康营加入美利坚联盟国陆军，成为第8步兵团上校，但此后一直都没有过指挥作战的经历:272。

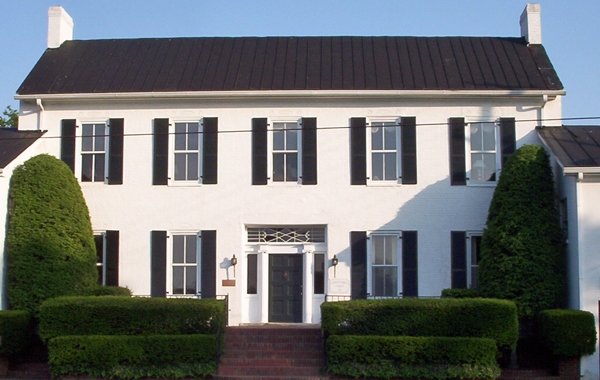
位于拉塞尔维尔的威廉·福斯特大宅

1861年11月18日，主权会议如期在拉塞尔维尔的威廉·福斯特大宅举行，伯内特再度担任主持。为了与会代表的安危着想，他首先提议会议延期到1862年1月8日，但在来自斯科特县的乔治·W·约翰逊（George W. Johnson）影响下，大部分代表决定会议继续举行。然而，会议进行到第三天时，肯塔基州的军事形势已经非常严峻，整个会议不得不转移到贝塞尔女子学院的校园塔楼内继续，拉塞尔维尔的这所院校如今已经废弃。
会议通过脱离联邦的决议，并成立肯塔基州邦联临时政府。大会委派伯内特、来自费耶特县的威廉·普雷斯顿（William Preston），以及来自波旁县的威廉·西姆斯（William E. Simms）担任临时政府特派员，前往弗吉尼亚州里士满同联盟国总统杰佛逊·戴维斯商议，确保邦联接受肯塔基州加入。生于肯塔基州，但当时在密西西比州生活的卢克·P·布莱克本医生获邀与几位特派员同行，但大会代表没有解释这一安排的原因:85。虽然肯塔基州这时位于法兰克福的民选政府反对脱离联邦，但几位特派员仍然说服戴维斯推荐邦联接受肯塔基州加入，邦联国会于1861年12月10日正式接纳肯塔基州成为其一员。
接下来，伯内特在多纳尔森堡加入肯塔基第8步兵团:273。1862年2月16日，格兰特将军带领联邦海陆联军进攻多纳尔森堡:273。包括第8步兵团在内的大部分驻军被俘，但伯内特跟随约翰·B·弗洛伊德（John B. Floyd）将军成功撤离，他短暂的从军经历也至此结束:273。
伯内特在国会中的同事并没有忽视他的颠覆活动。1861年12月2日国会重新开幕，伯内特没有到场。次日，印第安纳州联邦众议员威廉·麦基·邓恩（W. McKee Dunn）提请国会驱逐伯内特，这一提案非常轻松地就得以通过，伯纳特的6年国会议员生涯至此划上句点。:273

## 邦联从政经历
1861年11月18日到1862年2月17日，伯内特代表肯塔基州参加邦联临时国会，并且在其财务委员会任职。接下来他又当选首届和第2届邦联国会参议员，在任时间从1862年2月19日持续到1865年2月18日，在此期间一度在募兵和军事事务委员会任职。
3月29日，邦联总统杰佛逊·戴维斯呼吁邦联国会通过征兵法案，该法案要求所有18至35岁、身体健全的白人男性入伍服役3年。这一提议起初很不得民心，但随着军事形势的恶化，两院都很快通过了法案。另一方面，这一举措也导致一些针对戴维斯军事决策的质疑，通常是他最坚定盟友之一的伯内特也不例外。1862年4月19日，伯内特在邦联国会发表演说，谴责戴维斯对那些同样毕业于西点军校的人士青眼相看。这场演说得到旁听者上听众极其热烈的回应，现场不得不把一些情绪激动的人员请出会场。
内战结束后，伯内特希望能与昔日的国会同事安德鲁·约翰逊面谈，但约翰逊拒绝了这一请求，要求他滚回老家:274。伯内特在路易维尔受到叛国罪起诉，但在缴纳保释金后获释，之后也没有受到起诉:274。他与法官约翰·格雷斯（John R. Grace）合伙，继续在加的斯从事法律工作:274。1866年9月26日，正当壮年的亨利·科尼利厄斯·伯内特因霍乱在霍普金斯去世，年仅40岁，他的遗骨起初下葬老加的斯公墓，之后又迁至加的斯的东部尽头公墓，墓誌銘上没有提及他在邦联的服务经历:274。